# Финау, Пателисио Пуноу-Ки-Хихифо
Пателисио Пуноу-Ки-Хихифо Финау (тонг. Patelisio Punou-Ki-Hihifo Finau, 15 марта 1934 года, Мауфанга, Тонга — 4 октября 1993 года, Нукуалофа, Тонга) — католический епископ, второй епископ Тонги с 7 апреля 1972 года по 4 октября 1993 года. Член монашеской конгрегации маристов.
Родился в 1934 году в селении Мауфанга, Тонга. После получения среднего образования поступил в монашескую конгрегацию маристов для служения в епархии Тонга.
15 октября 1971 года римский папа Павел VI назначил его вспомогательным епископом Тонги и титулярным епископом Аурузулианы. 13 февраля 1972 года в соборе Святого Петра состоялось его рукоположение в епископы, которое совершил римский папа Павел VI в сослужении с архиепископом Утрехта кардиналом Бернардусом Йоханнесом Алфринком и архиепископом Армы кардиналом Уильямом Джоном Конвэем.
7 апреля 1972 года римский папа Павел VI назначил его епископом Тонга.
В 1978—1982 годах был председателем Конференции католических епископов Тихого океана.
Скончался 4 октября 1993 года в Нукуалофа.